# بوست مالون
أوستن ريتشارد بوست (بالإنجليزية: Austin Richard Post)‏ (مواليد 4 يوليو 1995 –) المعروف باسمه الفني بوست مالون (بالإنجليزية: Post Malone)‏ هو مغني، ورابر، وكاتب أغاني، ومنتج أغاني أمريكي. كان أول ألبوم له عبارة عن ميكس تيب تم إصداره عام 2016 بعنوان 26 أغسطس، وفي نفس العام أصدر أول ألبوم إستوديو له بعنوان ستوني، وأصدر منه 6 أغاني منفردة: أيفرسون أبيض، وصغير جدا، وغو فليكس، وديجا فو مع المغني العالمي جاستن بيبر، وتهانينا مع الرابر كويفو، وأي فول أبارت. في عام 2018 أصدر ثاني ألبوم إستوديو له بعنوان بيربونغز وبنتليز، وأصدر منه 5 أغاني منفردة: نجم روك مع الرابر 21 سافاج، وكاندي بينت، وسايكو مع الرابر تاي دولا ساين، وبال فور مي مع الرابر العالمية نيكي ميناج، وبيتر ناو. في عام 2019 أصدر ثالث ألبوم إستوديو له بعنوان هوليوود تنزف، وأصدر منه 5 أغاني منفردة: واو، والوداع مع الرابر يونج ثاج، ودوائر، وأعداء مع الرابر دا بيبي، وحساس.

## أعماله

### ألبومات إستوديو
- (2016): ستوني
- (2018): بيربونغز وبنتليز
- (2019): هوليوود تنزف

### أفلام
- (2018): سبايدرمان: إنتو ذا سبايدر-فيرس في دور «بروكلين بيستاندر» (دور صوتي)
- (2023): سبايدرمان: أكروس ذا سبايدر-فيرس في دور «بروكلين بيستاندر» (دور صوتي)

## وصلات خارجية
- بوست مالون على موقع IMDb (الإنجليزية)
- بوست مالون على موقع ميتاكريتيك (الإنجليزية)
- بوست مالون على موقع روتن توميتوز (الإنجليزية)
- بوست مالون على موقع مونزينجر (الألمانية)
- بوست مالون على موقع قاعدة بيانات الأفلام العربية
- بوست مالون على موقع ألو سيني (الفرنسية)
- بوست مالون على موقع ميوزك برينز (الإنجليزية)
- بوست مالون على موقع رولينغ ستون (الإنجليزية)
- بوست مالون على موقع أول ميوزيك (الإنجليزية)
- بوست مالون على موقع ديسكوغز (الإنجليزية)
- بوست مالون على موقع ديسكوغز (الإنجليزية)